# Pierre van Soest
Pierre Gerardus Cornelis van Soest (Venlo, 14 oktober 1930 – Amsterdam, 2 januari 2001) was een Nederlands beeldend kunstenaar.

## Levensloop
Pierre van Soest vestigde zich in 1947 te Amsterdam. Hij bezocht van 1947 tot 1949 de Rijksacademie voor Beeldende Kunsten in Amsterdam en ontving in de jaren 1953 en 1954 de Koninklijke Subsidie voor de Schilderkunst.
Vanaf 1964 woonde en werkte hij afwisselend in Amsterdam en Helle (Zuid-Limburg). Hij was met onder anderen Frans de Boo, Roger Chailloux, John Grosman, Guillaume Lo-A-Njoe, Karl Pelgrom, Jan Sierhuis, Aat Verhoog en Leo de Vries lid van de Amsterdamse kunstenaarsgroep Groep Scorpio. In de jaren 1965-1966 en 1969-1971 was hij docent bij Ateliers '63 in Haarlem en van 1972 tot 1978 aan de Koninklijke Academie voor Kunst en Vormgeving te 's-Hertogenbosch. Hij was veel werkzaam op het gebied der monumentale kunsten en voerde wandschilderingen en betonreliëfs uit in openbare en particuliere gebouwen in Nederland.
Van Soest overleed op 2 januari 2001.

## Schilder van reeksen
Vanwege zijn abstract-expressionistische stijl is het vroege werk van Van Soest vaak bestempeld als post-Cobra, een term waar de kunstenaar zelf niet achter stond. Vanaf eind jaren zestig ging Van Soest schilderen in reeksen. Wanneer hij door een bepaald motief werd gegrepen, was dit aanleiding voor een hele serie aan werken. Voorbeelden zijn 'Paraplu's', 'Insecten', 'Weekendfilm' en 'Portret van Helle'. Olieverf kreeg gezelschap van acryl.
De daaropvolgende reeksen hadden veelal een kunsthistorisch motief. De eerste reeks die dat opleverde, was 'Met Jan van Eijck op bezoek bij de familie Arnolfini' naar het bruidspaar Arnolfini van de schilder Jan van Eijck, dat in de National Gallery van Londen hangt.
De reeks werd gevolgd door de serie 'Dulle Griet', naar het gelijknamige werk van Pieter Bruegel de Oude, dat in museum Mayer van den Bergh te Antwerpen te bezichtigen is. Daarna volgden reeksen over twee werken die te bezichtigen zijn in het Prado van Madrid: Tuin der lusten van Jeroen Bosch en de Drie Gratiën van Rubens. Maar in deze perioden verschenen ook reeksen die niet op kunsthistorische motieven gebaseerd waren, zoals 'Pierre van Soest zoveel maal', 'Familieportretten', 'Asperges' en 'Landschappen'.

## Tekenen
De reeksen schilderijen werden begeleid door talloze schetsen en tekeningen. De schetsen waren deels hulpmiddelen om kleurgebruik en formaat van de schilderijen te bepalen, maar dienen ook als autonoom kunstwerk gezien te worden. Hierin was ook een wisselwerking van kracht: schilderijen leverden ook nieuwe ideeën voor schetsen op. Bij de exposities van de verschillende series namen naast de schilderijen de tekeningen daarom een belangrijke plaats in.

## Architectuur
Van Soest was veel werkzaam op het gebied der monumentale kunsten en voerde wandschilderingen en betonreliëfs uit in openbare en particuliere gebouwen in Nederland. Een bijzondere samenwerking was die met architect Frank van Klingeren. In meerdere gebouwen van zijn hand speelt het werk van Van Soest een belangrijke rol, onder meer in De Meerpaal in Dronten, Jeugdgebouw Noord in Amsterdam, Scheepswerf Kraaijer in Zaandam en 't Karregat in Eindhoven.

## Tentoonstellingen
Persoonlijke tentoonstellingen:
- 1951 - Galerie Le Canard, Amsterdam
- 1954 - Galerie Le Canard, Amsterdam
- 1960 - Galerie 't Venster, Rotterdam
- 1962 - Genootschap Kunstliefde, Utrecht
- 1963 - Galerie Magadelene Sothmann, Amsterdam
- 1963 - Galerie Moderne, Silkeborg
- 1963 - American Art Gallery, Kopenhagen
- 1964 - Curaçaos Museum, Willemstad
- 1964 - Galerie Westing, Odense
- 1964 - Bonython Art Gallery, North Adelaide
- 1964 - South Yarra gallery, Melbourne
- 1965 - Genootschap Kunstliefde, Utrecht
- 1965 - Galerie Magadelene Sothmann, Amsterdam
- 1966 - Court Gallery, Kopenhagen
- 1967 - Kunstzaal GSA, Hilversum
- 1967 - Raadhuis, Heerlen
- 1967 - Galerie Magadelene Sothmann, Amsterdam
- 1968 - Galerie 20, Arnhem
- 1969 - Paleis voor de Schone Kunsten, Brussel
- 1969 - Galerie Nouvelles Images, Den Haag
- 1969 - Galerie Troutzaerte, Westdorpe
- 1970 - De Vaart, Hilversum
- 1971 - Raadhuis, Heerlen
- 1972 - Museum van Bommel van Dam, Venlo
- 1973 - Cultureel Centrum De Beyerd, Breda
- 1973 - Galerie Nouvelles Images, Den Haag
- 1975 - Sauters Wijnhuys, Maastricht
- 1975 - Galerie Nouvelles Images, Den Haag
- 1978 - Stedelijk Museum, Amsterdam
- 1978 - Printshop, Amsterdam
- 1978 - Stedelijk Museum, Schiedam
- 1978 - Bonnefantenmuseum, Maastricht
- 1981 - White Room, Genk
- 1982 - Stadhuis, Heerlen
- 1985 - Museum van Bommel van Dam, Venlo
- 1985 - Stadhuis, Heerlen
- 1985 - Zienagoog, Zaandam
- 1986 - De Waag, Almelo
- 1987 - Genootschap Kunstliefde, Utrecht
- 1989 - Dr Anton Philipszaal, Den Haag
- 1989 - Centraal Beheer, Apeldoorn
- 1989 - Raadhuis, Landgraaf
- 1991 - Kritzraedhuis, Sittard
- 1991 - Jaski Art Gallery, Amsterdam
- 1993 - Gasunie, Groningen
- 1995 - Galerie FAH, Maastricht
- 1995 - Serieuze Zaken, Amsterdam
- 1999 - Dom'Arte, Rucphen
- 1999 - De Secretarie, Meppel
- 2002 - Art Index, Amsterdam
- 2003 - Kienhuis Hoving, Enschede
- 2005 - Dom'Arte, Rucphen
- 2008 - Galerie Moderne, Amsterdam
- 2009 - Museum van Bommel van Dam, Venlo

## Verzamelingen
Het werk van Van Soest is vertegenwoordigd in verschillende openbare verzamelingen, waaronder:
Stedelijk Museum Amsterdam, Sandberg Collectie, rijkscollectie (Rijksdienst voor het Cultureel Erfgoed), Curaçao's Museum Willemstad, Collectie van de gemeente Heerlen, Banque de Paris et des Pays-Bas Amsterdam, ABN-Amro Bank Amsterdam, Nationale Nederlanden, Museum of Modern Art Buenos Aires, ING Bank Amsterdam, Bonnefantenmuseum Maastricht, Museum van Bommel van Dam Venlo, AMC Amsterdam, Museum Boijmans Van Beuningen Rotterdam, Centraal Beheer Apeldoorn, ABP Heerlen, Bouwfonds Nederlandse Gemeenten, Gasunie Groningen en particuliere collecties in binnen- en buitenland.

## Poëzie
Ter ere van Van Soests 60ste verjaardag werden gedichten over hem en zijn werk geschreven door:
- Jan Elburg
- Gerrit Kouwenaar: 'Drie jonkvrouwen weergekeerd (voor de reeks de Drie Gratiën)'
- Wiel Kusters: 'Dulle Griet'
- Bert Schierbeek: 'De anatomiese les' (voor de reeks Arnolifini)
- Hans van de Waarsenburg: 'Dulle Griet' (meerdere gedichten uit de bundel De dorst der havensteden)